# Dropping the Writ
Dropping the Writ è il terzo album in studio del musicista statunitense Cass McCombs, pubblicato nel 2007.

## Tracce
1. Lionkiller – 4:31
2. Pregnant Pause – 3:29
3. That's That – 4:15
4. Petrified Forest – 3:59
5. Morning Shadows – 2:56
6. Deseret – 3:54
7. Crick in My Neck – 4:19
8. Full Moon or Infinity – 4:25
9. Windfall – 4:48
10. Wheel of Fortune – 6:14

## Formazione
- Cass McCombs – basso, chitarra, piano, effetti, voce
- Orpheo McCord – percussioni, batteria
- Matt Popieluch – chitarra acustica, piano, voce
- Garrett Ray – batteria
- Rob Barbato – theremin
- Travis Graves – voce
- Trevor Shimizu – chitarra
- Luke Top – basso, voce